# Atletismo nos Jogos Pan-Americanos de 1975 - Lançamento de dardo masculino
A prova do lançamento de dardo masculino nos Jogos Pan-Americanos de 1975 foi realizada na Cidade do México, México.

## Medalhistas
| Ouro                          | Prata                | Bronze                  |
| Sam Colson USA Estados Unidos | Juan Jarvis CUB Cuba | Raúl Fernández CUB Cuba |

## Resultados
| Posição           | Nome            | Nacionalidade      | Marca | Notas |
| ----------------- | --------------- | ------------------ | ----- | ----- |
| Medalha de ouro   | Sam Colson      | USA Estados Unidos | 83.82 |       |
| Medalha de prata  | Juan Jarvis     | CUB Cuba           | 82.30 |       |
| Medalha de bronze | Raúl Fernández  | CUB Cuba           | 77.90 |       |
| 4                 | Anthony Hall    | USA Estados Unidos | 77.88 |       |
| 5                 | Phil Olsen      | CAN Canadá         | 77.60 |       |
| 6                 | André Lajoie    | CAN Canadá         | 75.64 |       |
| 7                 | Mario Sotomayor | COL Colômbia       | 71.56 |       |
| 8                 | Jorge Peña      | CHI Chile          | 69.80 |       |